# Elezioni generali nel Regno Unito del 1951
Le elezioni generali nel Regno Unito del 1951 si tennero il 25 ottobre e videro la vittoria del Partito Conservatore di Winston Churchill, che divenne Primo ministro. Il sistema elettorale maggioritario a turno unico premiò i conservatori che, pur avendo ottenuto meno voti, conquistarono 321 seggi contro i 295 del Partito Laburista.

## Risultati
| Liste  | Liste              | Voti       | %      | Seggi |
| ------ | ------------------ | ---------- | ------ | ----- |
|        | Laburista          | 13.948.883 | 48,78  | 295   |
|        | Conservatore       | 12.659.712 | 44,27  | 302   |
|        | Liberale Nazionale | 1.058.138  | 3,70   | 19    |
|        | Liberale           | 730.546    | 2,55   | 6     |
|        | Altri              | 199.315    | 0,70   | 3     |
| Totale | Totale             | 28.596.594 | 100,00 | 625   |

- Il Partito Nazionale Liberale è alleato del Partito Conservatore